# Nicolas-Claude Thieriot
Pour les articles homonymes, voir Thieriot.
Nicolas-Claude Thieriot (Thiriot ou Tiriot), né le 1er janvier 1697 à Paris où il est mort le 23 novembre 1772, est un écrivain français, ami de Voltaire et correspondant littéraire du roi de Prusse.

## Biographie
Placé chez un procureur nommé Alain, Thieriot y eut Voltaire pour camarade en 1714, et c’est de cette époque que date leur liaison, qui dura plus de cinquante ans. Les deux clercs aimaient la littérature et les spectacles ; ils s’en occupaient plus que de la chicane, qu’ils abandonnèrent tout à fait. Voltaire devint un grand homme, Thieriot se mit à sa suite. Les deux amis se rendirent réciproquement des services, mais de natures différentes. Thiriot, paresseux, fréquentait les cafés, allait dans les sociétés. Il y récitait les vers de son ami, qui souvent ne gardait pas de copies de ses poésies légères, et plus souvent encore les oubliait, mais Thiriot les avait apprises par cœur, aussi le surnomma-t-on « la mémoire de Voltaire ». Lesage, dans son Temple de Mémoire, joué en 1725 au théâtre de la foire, mit au nombre des personnages de sa pièce un Monsieur Prône-vers, dans lequel tout le monde reconnut Thiriot:260. Mais ce genre de vie ne pouvait rapporter ni gloire ni profit.
En 1724, Voltaire proposa son ami pour être le secrétaire au duc de Richelieu, nommé ambassadeur à Vienne. Thiriot refusa cette offre au motif qu’un poste de domestique salarié était indigne de lui, sous prétexte de continuer des soins à une édition de Chaulieu. Lié avec Pierre Desfontaines, celui-ci en procura, vers le même temps, la connaissance à Voltaire, qui n’eut pas dans la suite à se louer des services qu’il lui rendit.
Lors de l’édition projetée, en 1726, de la Henriade, Thieriot fit une centaine de souscriptions, dont il garda les fonds, et que Voltaire remboursa sans pour cela changer de sentiments. Sept ans plus tard, en 1733, Voltaire lui confia le soin de publier les Lettres philosophiques en anglais, langue que Thieriot possédait assez bien. Poursuivi au sujet de l'édition française, Voltaire dénonça lui-même au gouvernement « le sieur Thieriot comme premier auteur de la publication. Le zèle de ce dernier en fut sensiblement refroidi, mais il continua ses services à Voltaire, retenu à Cirey. Trois ans après, Voltaire fit nommer Thieriot correspondant littéraire du prince-électeur de Brandebourg Frédéric, devenu depuis roi de Prusse, emploi dont les appointements restèrent dix ans impayés.
Malgré les obligations qu’il avait envers son ami, Thiriot, lors des querelles entre Voltaire et l’abbé Desfontaines à l’occasion de la Voltairomanie, en 1738 et 1739, eut une conduite équivoque,. Non content de faire de Thieriot son obligé par l’argent, le philosophe l’avait, si l’on peut parler ainsi, obligé par l’esprit : Thieriot était amoureux, en 1733, de mademoiselle Sallé. Voltaire composa l’Épître à mademoiselle Salee, qui commence par ce vers « Les amours pleurant votre absence… ».
Pendant les longues absences de Voltaire, son ancien camarade était son agent littéraire ; il faisait même partie du triumvirat chargé de l’examen des ouvrages de Voltaire avant leur publication (avec D’Argental et Pont de Veyle). Les entrées qu’il avait obtenues au Théâtre-Français lui furent retirées en 1760, précisément au temps où parut l’Écossaise ce qui blessa beaucoup Voltaire. Thiriot fut éditeur de quelques productions de Voltaire et entre autres des poèmes sur la Loi naturelle et sur le Désastre de Lisbonne. Sa position n’était pas heureuse. Voltaire lui abandonna la moitié de ses droits d’auteur pour le Droit du seigneur. La pièce n’ayant pas eu de succès, le produit fut peu considérable, mais, la même année, Thieriot fit un voyage à Ferney, et sans doute encore la bourse du philosophe lui fut ouverte.
En 1767, Voltaire se trouva compromis pour lui de la manière la plus cruelle. « Mais, ajoute ce dernier, je n’ai à lui reprocher que de s’être conduit avec un peu trop de mollesse ; et, quoi qu’il arrive, je ne trahirai point une amitié de soixante années ; et j’aime mieux tout souffrir que de le compromettre à mon tour. Je vous défie de trouver le mot de l’énigme, et vous sentez bien que je ne puis l’écrire ; mais vous devinez aisément la personne » (Lettre à Richelieu du 13 janvier 1767). Cela n’empêcha pas Thiriot de s’adresser à Voltaire, deux ans après, pour être inscrit sur la liste de ses bienfaits.
Le traitement de correspondant littéraire de Frédéric le Grand était de douze cents livres par an, sur lesquels il en fallait déduire environ deux cents de faux frais ; Thieriot avait une rente de trois mille francs, ce qui portait son revenu à quatre mille francs annuellement mais, tout occupé de littérature, il abandonnait le souci de ses finances à une demoiselle Taschin, qui vivait avec lui.
À sa mort en novembre 1772, mademoiselle Taschin voulant garder ses papiers, parmi lesquels il y avait beaucoup de petits ouvrages de Voltaire, d’Argental fit et engagea l’auteur à faire quelques démarches pour les réclamer. Ces papiers furent vendus par mademoiselle Taschin au duc de Nivernais, qui refusa de les céder au libraire Panckoucke, puis à Beaumarchais. C’est de là que viennent la plupart des morceaux composant le volume intitulé Pièces inédites de Voltaire. La plus curieuse est sans contredit la dédicace de la Henriade au roi Louis XV, qui fut refusée:35.
Thieriot, que Voltaire appelle « l’homme qui aime le plus sincèrement la littérature et qui a le goût le plus épuré », n’a cependant rien laissé. C’est Voltaire qui est auteur de la Lettre de M. Thieriot à M. l’abbé Nadal, 20 mars 1725, qui cependant n’est admise que depuis 1817 dans les Œuvres du philosophe de Ferney. C’est probablement de la même plume que sort la Lettre de M. Thieriot à M. Deville, imprimée dans le tome 10 de l'Évangile du jour. Outre l’édition de Chaulieu, à laquelle il travaillait en 1723, et qui n’a peut-être jamais vu le jour, il paraît qu’il avait été éditeur des Mémoires de Mademoiselle.

## Télévision
Dans la série Les Aventures du jeune Voltaire de 2021, il est interprété par Victor Le Blond.